# 洗三盆
洗三盆，又名『鱼龙转生盆』、『鱼龙变化盆』。收納於中國北京雍和宮的清朝文物，该盆置于雍和宫法轮殿北部五百罗汉山前。據載乾隆帝诞生后的第三天，以此盆沐浴，即洗三。该盆以金丝楠木雕刻而成，正面左侧刻有一条鱼，右侧刻有一跃出水面的鱼身带龙角龙须之真龙，以此为鱼龙转生之意，象征着皇家真龙天子的诞生与龙脉的延续。同时遊客往往取「生」与「升」的谐音而往盆中投掷钱币，取事业升迁之意。